# Sankt Marein im Mürztal

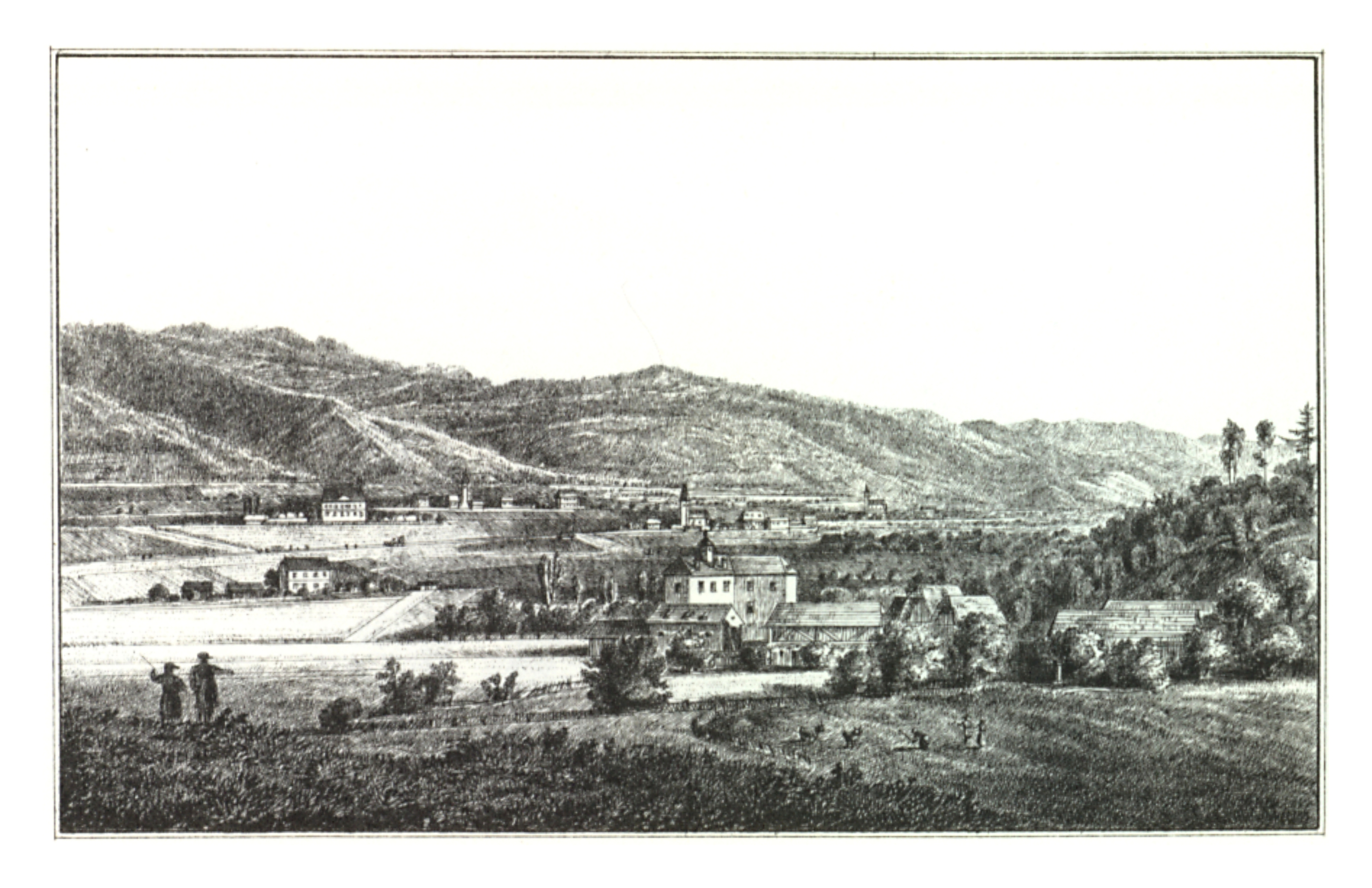
Schloss Graschnitz um 1830, Lith. Anstalt J.F. Kaiser, Graz

Sankt Marein im Mürztal ist eine Marktgemeinde mit 2875 Einwohnern (Stand 1. Jänner 2024) im Gerichtsbezirk Bruck an der Mur und im politischen Bezirk Bruck-Mürzzuschlag in der Steiermark.

## Geografie
Sankt Marein im Mürztal liegt nordöstlich von Kapfenberg an der Mürz. Vom Mürztal, in etwas über 500 Meter Seehöhe, steigt das Gemeindegebiet nach Süden zu den bewaldeten Fischbacher Alpen bis auf 1600 Meter an. Die Gemeindefläche beträgt rund 30 Quadratkilometer, wovon fast 80 Prozent bewaldet und zwölf Prozent landwirtschaftliche Nutzfläche sind.

### Eingemeindungen
Mit 1. Jänner 2015 wurde Sankt Marein im Mürztal im Rahmen der Gemeindestrukturreform in der Steiermark mit der Gemeinde Frauenberg vereinigt.

### Gemeindegliederung
Sankt Marein im Mürztal besteht aus vier Katastralgemeinden (Fläche Stand 31. Dezember 2023):
- Frauenberg (2.061,22 ha)
- Graschnitz (71,66 ha)
- Sonnleiten (578,75 ha)
- St. Marein im Mürztal (237,38 ha)

Die Gemeinde gliedert sich in sechs Ortschaften (Einwohner Stand 1. Jänner 2024):
- Frauenberg (79)
- Graschnitz (260)
- Graschnitzgraben (85)
- Sankt Marein im Mürztal (1579)
- Schaldorf (863)
- Sonnleiten-Wieden (9)

### Nachbargemeinden

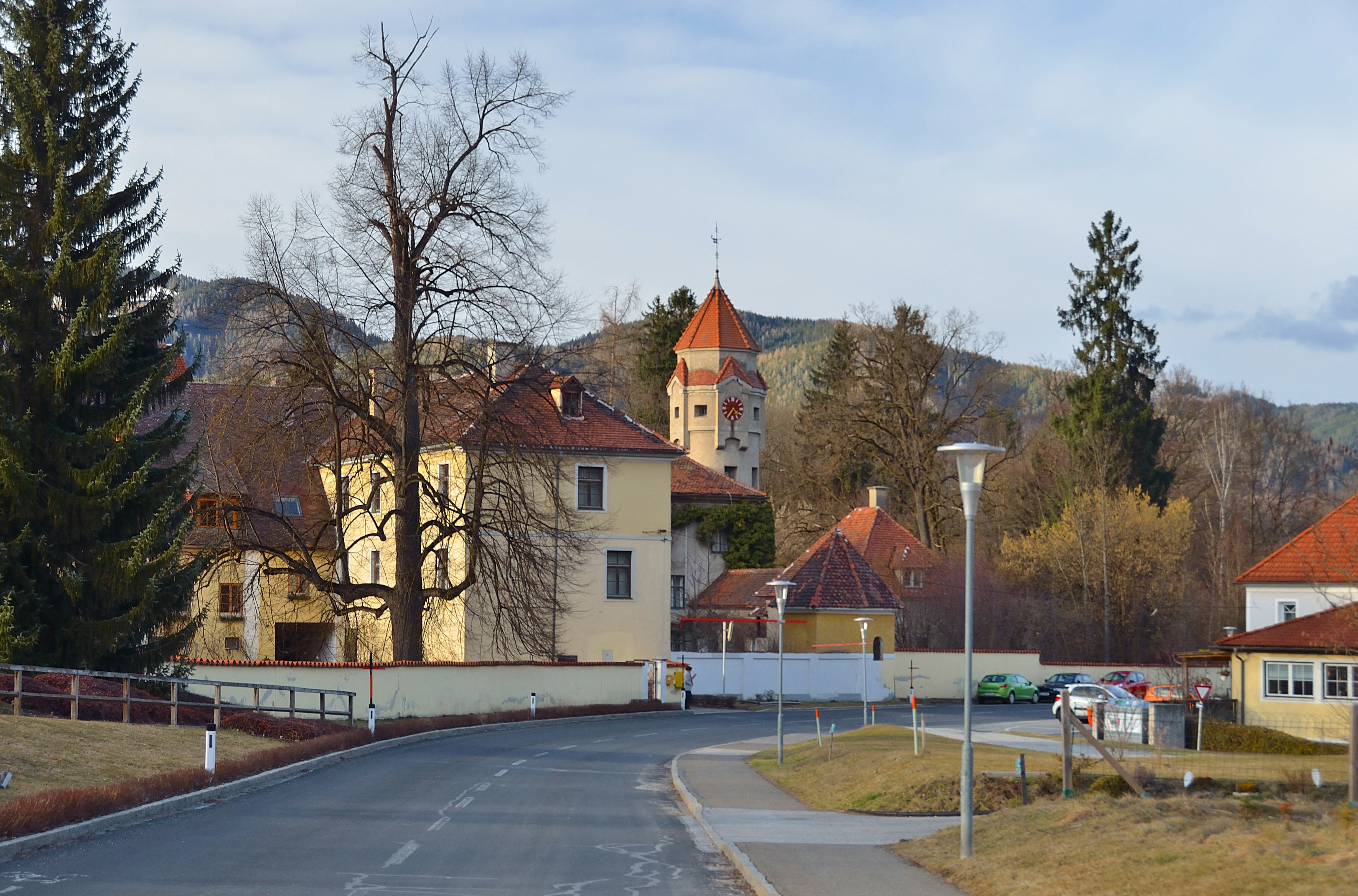
Schloss Graschnitz

| Kapfenberg       | Sankt Lorenzen im Mürztal                   |                          |
|                  | Kompassrose, die auf Nachbargemeinden zeigt | Kindberg                 |
| Bruck an der Mur | Pernegg an der Mur                          | Breitenau am Hochlantsch |

## Geschichte
Funde zeigen, dass das Gebiet von Sankt Marein bereits in der Jungsteinzeit besiedelt war. In der Zeit der Römischen Besatzung wurde in den ersten Jahrhunderten unserer Zeitrechnung eine Straße durch das Mürztal gebaut. Der Stadlhof in Schaldorf war wahrscheinlich ein Gasthof mit Stallung in dieser Zeit.
Im Jahr 1040 wurde von den Grafen von Eppenstein die Kirche errichtet. Der Eppensteiner Heinrich III. von Kärnten schenkte das Gebiet von Sankt Marein dem Stift St. Lambrecht.
Sankt Marein wird im 12. Jahrhundert mehrfach urkundlich erwähnt. Als „in der Greschentz“ wird 1330 Graschnig erstmals genannt. Die Familie der Graschnitzer scheint 1351 urkundlich auf. Nach dem Aussterben dieses Adelsgeschlechtes am Anfang des 15. Jahrhunderts sank der Edelsitz zu einem Bauerngehöft. Es wurde aber nach rund hundert Jahren von den Rindschad wieder zu einem Adelssitz, wechselte in der Folge mehrmals den Besitzer. Sein heutiges Aussehen erhielt das Schloss in der zweiten Hälfte des 19. Jahrhunderts. Es wurde 1960 renoviert und befindet sich seitdem in Privatbesitz.
An die mehrfachen Pestepidemien des 17. Jahrhunderts erinnern die Sebastiankapelle im Alten Friedhof und die Pestsäule.
Der frühere Name Schalldorf wurde 1883 auf Sankt Marein geändert. Die Gemeinde wurde mit 1. Jänner 1968 zur Marktgemeinde erhoben.

## Kultur und Sehenswürdigkeiten

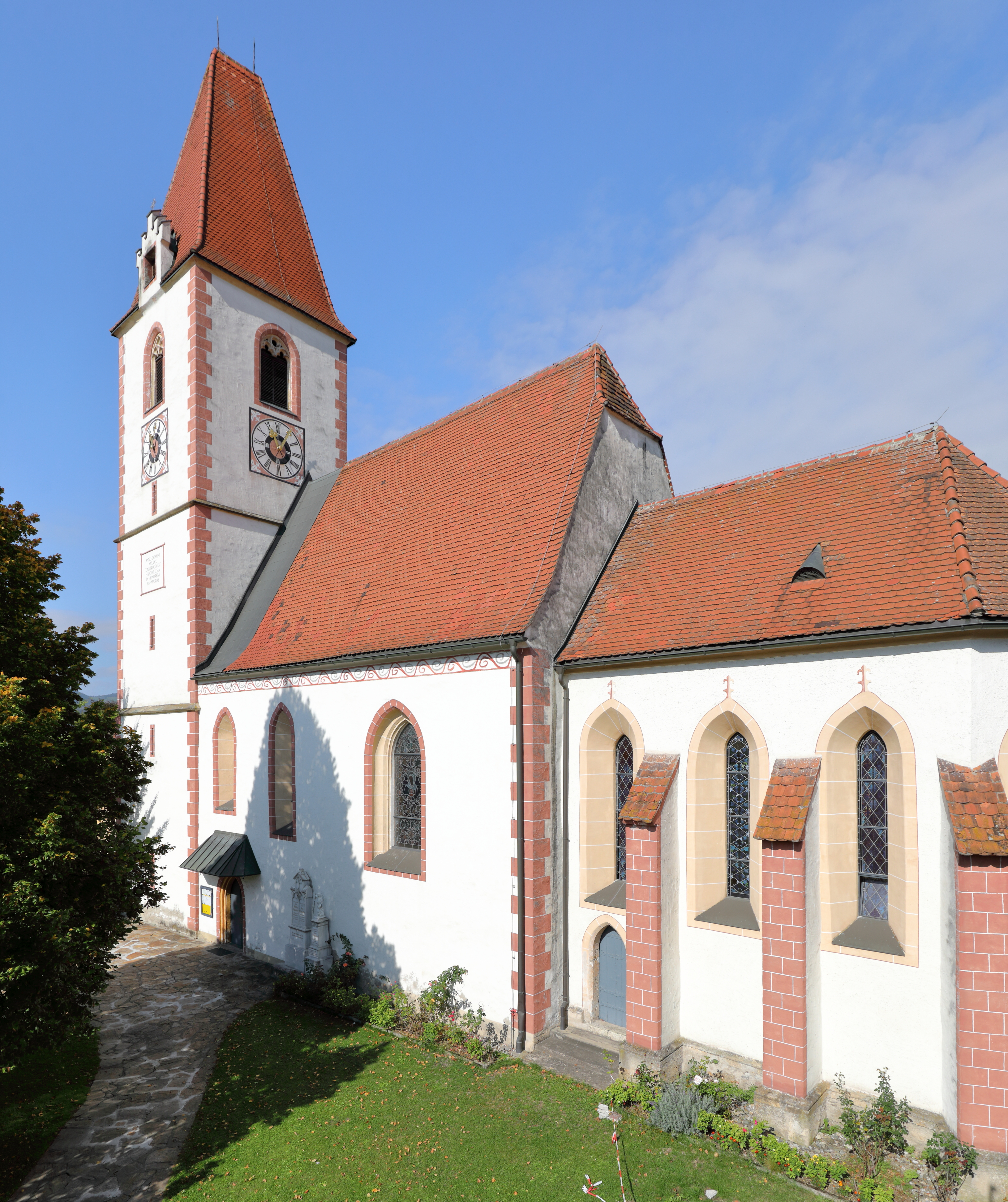
Pfarrkirche Sankt Marein im Mürztal

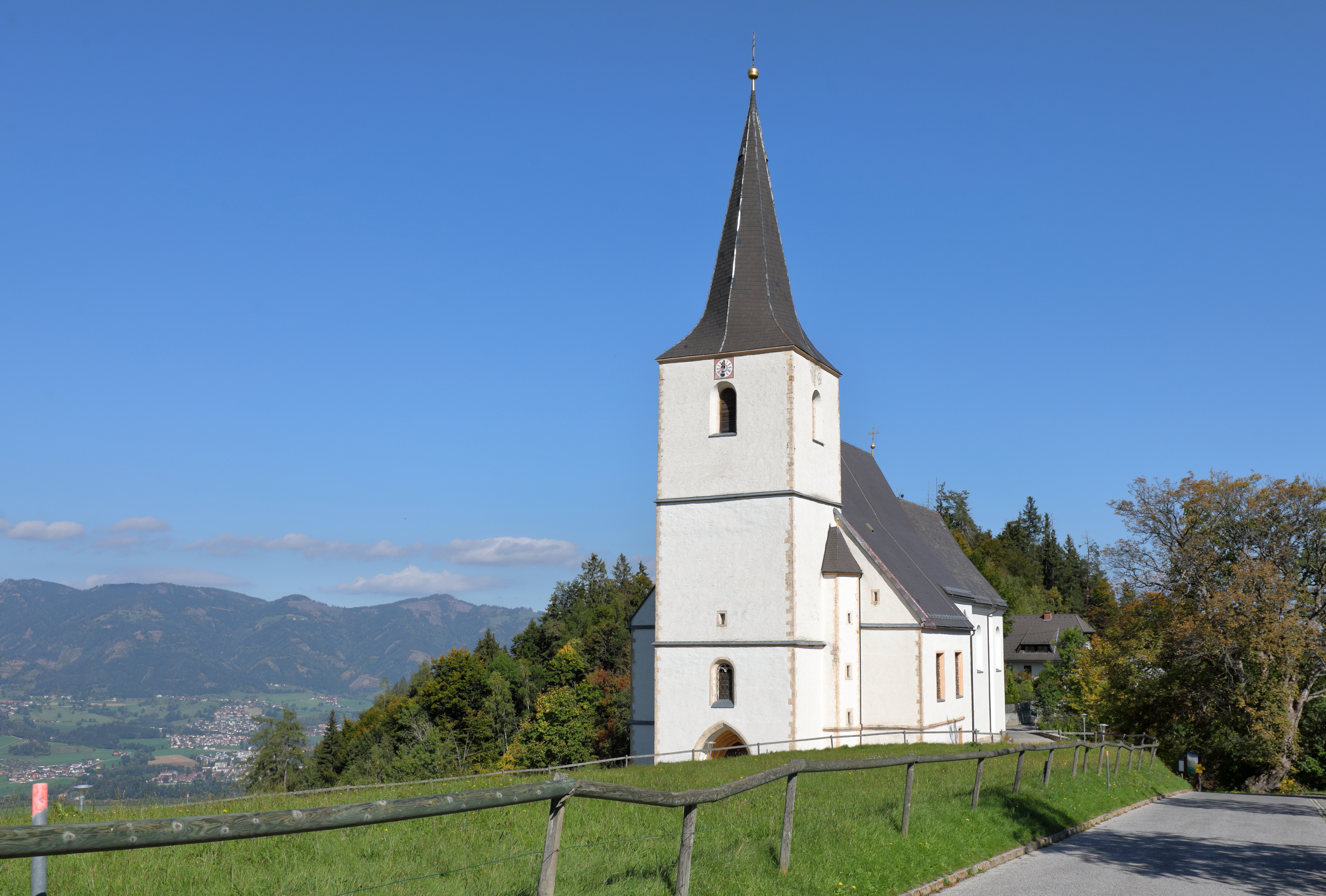
Wallfahrtskirche Maria Rehkogel

- Pfarrkirche Sankt Marein im Mürztal hl. Anna
- Wallfahrtskirche Maria Rehkogel in Frauenberg

## Wirtschaft und Infrastruktur

### Wirtschaftssektoren
In den Jahren 1999 bis 2010 nahm die Anzahl der landwirtschaftlichen Betriebe von 42 auf 36 ab. Im Produktionssektor gab es 2011 neunzehn Betriebe in der Bauwirtschaft und zehn im Bereich Herstellung von Waren. Beide beschäftigten rund die Hälfte der 179 Erwerbstätigen. Die wichtigsten Arbeitgeber im Dienstleistungssektor waren die Bereiche soziale und öffentliche Dienste mit 176 Erwerbstätigen und der Handel mit 94 Angestellten.
| Wirtschaftssektor            | Anzahl Betriebe | Anzahl Betriebe | Erwerbstätige | Erwerbstätige |
| Wirtschaftssektor            | 2011            | 2001            | 2011          | 2001          |
| ---------------------------- | --------------- | --------------- | ------------- | ------------- |
| Land- und Forstwirtschaft 1) | 036             | 42              | 046           | 039           |
| Produktion                   | 030             | 28              | 179           | 233           |
| Dienstleistung               | 129             | 94              | 454           | 422           |

1) Betriebe mit Fläche in den Jahren 2010 und 1999
| Im Jahr 2011 lebten 1240 Erwerbstätige in Sankt Marein. Davon arbeiteten zwanzig Prozent in der Gemeinde, mehr als 1000 pendelten aus. In Sankt Marein im Mürztal befinden sich drei Einsatzorganisationen (Feuerwehr, Rotes Kreuz, Polizei). Es gibt zwei eigenständige Feuerwehren. - Die Freiwillige Feuerwehr Sankt Marein im Mürztal hat ihr Feuerwehrhaus in der Hauptstraße 1b. Die Freiwillige Feuerwehr Frauenberg hat ihren Sitz in der Frauenberger Straße 7. - Das Rote Kreuz und die Polizei teilen sich ein Gebäude in der Hauptstraße 1a. Ihr Einsatzgebiet umfasst auch Sankt Lorenzen im Mürztal. - Eisenbahn: In Sankt Marein befindet sich ein Bahnhof der Südbahn. - Straße: Durch das Gemeindegebiet verläuft die Semmering Schnellstraße S 6. | Hier fehlt eine Grafik, die leider im Moment aus technischen Gründen nicht angezeigt werden kann. Wir arbeiten daran! |

## Politik

### Gemeinderat
Der Gemeinderat hat 15 Mitglieder.
- Nach den Gemeinderatswahlen in der Steiermark 2005 hatte der Gemeinderat folgende Verteilung: 11 SPÖ, 3 ÖVP und 1 FPÖ.[11]
- Nach den Gemeinderatswahlen in der Steiermark 2010 hatte der Gemeinderat folgende Verteilung: 9 SPÖ, 4 ÖVP und 2 FPÖ.[12]
- Nach den Gemeinderatswahlen in der Steiermark 2015 hatte der Gemeinderat folgende Verteilung: 7 SPÖ, 4 ÖVP und 4 FPÖ.[13]
- Nach den Gemeinderatswahlen in der Steiermark 2020 hat der Gemeinderat folgende Verteilung: 7 SPÖ, 6 ÖVP und 2 FPÖ.[14]

### Bürgermeister
Bürgermeister seit 1850:
| von  | bis  | Bürgermeister          |                    | von                | bis                   | Bürgermeister |
| ---- | ---- | ---------------------- | ------------------ | ------------------ | --------------------- | ------------- |
| 1850 | 1874 | Matheus Ofner          | 1941               | 1943               | Rudolf Eisenkölbl     |               |
| 1874 | 1878 | Alois Posch            | 1943               | 1945               | Franz Hammer          |               |
| 1878 | 1882 | Josef Weißengruber     | 1945               | 1945               | Sebastian Paller      |               |
| 1883 | 1904 | Alois Posch            | 1945               | 1960               | Emil Faltus           |               |
| 1904 | 1913 | Georg Baumgartner      | 1960               | 1975               | Wilhelm Schramm       |               |
| 1913 | 1919 | Erwin Jokesch          | 1975               | 1980               | Max Schörkmayer       |               |
| 1919 | 1922 | Franz Thomüller        | 1980               | 1993               | Hans Schenk           |               |
| 1922 | 1926 | Franz Hofer            | 1993               | 2004               | Franz Anninger        |               |
| 1926 | 1931 | Franz Kollment         | 2004               | 2016               | Rupert Wrobel (SPÖ)   |               |
| 1933 | 1934 | Konstantin Kammerhofer | 2016               | 2018               | Doris Schutting (SPÖ) |               |
| 1935 | 1938 | Peter Mandelberger     | seit 9. April 2018 | seit 9. April 2018 | Günther Ofner (ÖVP)   |               |
| 1938 | 1941 | Walter Kubitza         |                    |                    |                       |               |

### Wappen

Frauenberg

Mit Wirkung vom 1. September 1968 hat die Steiermärkische Landesregierung der Marktgemeinde Sankt Marein im Mürztal das Recht zur Führung eines Gemeindewappens verliehen. Die Blasonierung (Wappenbeschreibung) lautet:
„In einem von Grün und Gold schräglinks geteilten Schild oben eine silberne Lilie und unten ein schräglinks gestelltes blaues Sägeblatt.“
Wegen der Gemeindezusammenlegung verloren die Wappen beider Vorgängergemeinden mit 1. Jänner 2015 ihre offizielle Gültigkeit. Die Wiederverleihung von unverändertem Wappen und Beschreibung erfolgte mit Wirkung vom 1. November 2015.

Das Wappen nimmt zunächst Bezug auf den Gemeindenamen, ist also ein redendes Wappen: Die silberne Wappenlilie ist das Symbol der Jungfrau Maria, das auch andere Orte mit Marienkirchen führen, z. B. St. Marein am Pickelbach und Fernitz mit seiner Mariatrost-Wallfahrtskirche. Im vorliegenden Fall wurde eine von den anderen Lilienwappen abweichende Gestaltung gewählt. Durch die silberne Lilie im grünen oberen Schildfeld wird zugleich auf die steirischen Landesfarben Bezug genommen, somit die Gemeinde als eine steirische bezeichnet. Das Sägeblatt bezeichnet deutlich die Sägewerke der Gemeinde und die Holzindustrie im Allgemeinen. Das untere Schildfeld ist golden, um auf die Erwerbsquelle der Gemeinde hinzuweisen.

## Trivia
- 1988 erschien bei MCP das Lied „Sankt Marein“ von den Ohrwürmchen, Text & Musik: Sepp Sacham.[19] Für das Werk wurden sie von der Gemeinde geehrt.
- 2003 kreierte Sepp Sacham die Mareiner Torte mit dem Wappen von Sankt Marein.

## Persönlichkeiten

### Ehrenbürger der Gemeinde
- Franz Anninger († 2021), Alt-Bürgermeister von Sankt Marein im Mürztal[20]
- Friedrich Baumgartner († 2020)[21]
- Hans Gross (1930–1992), Landeshauptmann-Stellvertreter

### Söhne und Töchter der Gemeinde
- Alois Posch (1843–1904), Landwirt und Politiker, Mitglied des Abgeordnetenhauses 1877–1904[22]
- Dietrich Mateschitz (1944–2022), Unternehmer, Gründer von Red Bull